# Górki (Distrito de Siedlce)
Górki [pronunciación en polaco: /ˈɡurki/] es un pueblo en el distrito administrativo de Gmina Przesmyki, dentro del Distrito de Siedlce, Voivodato de Mazovia, en el centro-este de Polonia. Se encuentra aproximadamente 3 kilómetros al sudoeste de Przesmyki, 22 kilómetros al noreste de Siedlce, y 106 kilómetros al este de Varsovia.